# Эсмеральдас
Эсмеральдас — прибрежный город на северо-западе Эквадора. Находится в одноименном кантоне и является административным центром провинции Эсмеральдас. В городе расположен международный морской порт, выходящий к Тихому океану, и небольшой аэропорт. Является одним из важных портов страны после Гуаякиля. Эсмеральдас — главный торговый центр в регионе, через него вывозятся сельскохозяйственные продукты и пиломатериалы.

## Экономика

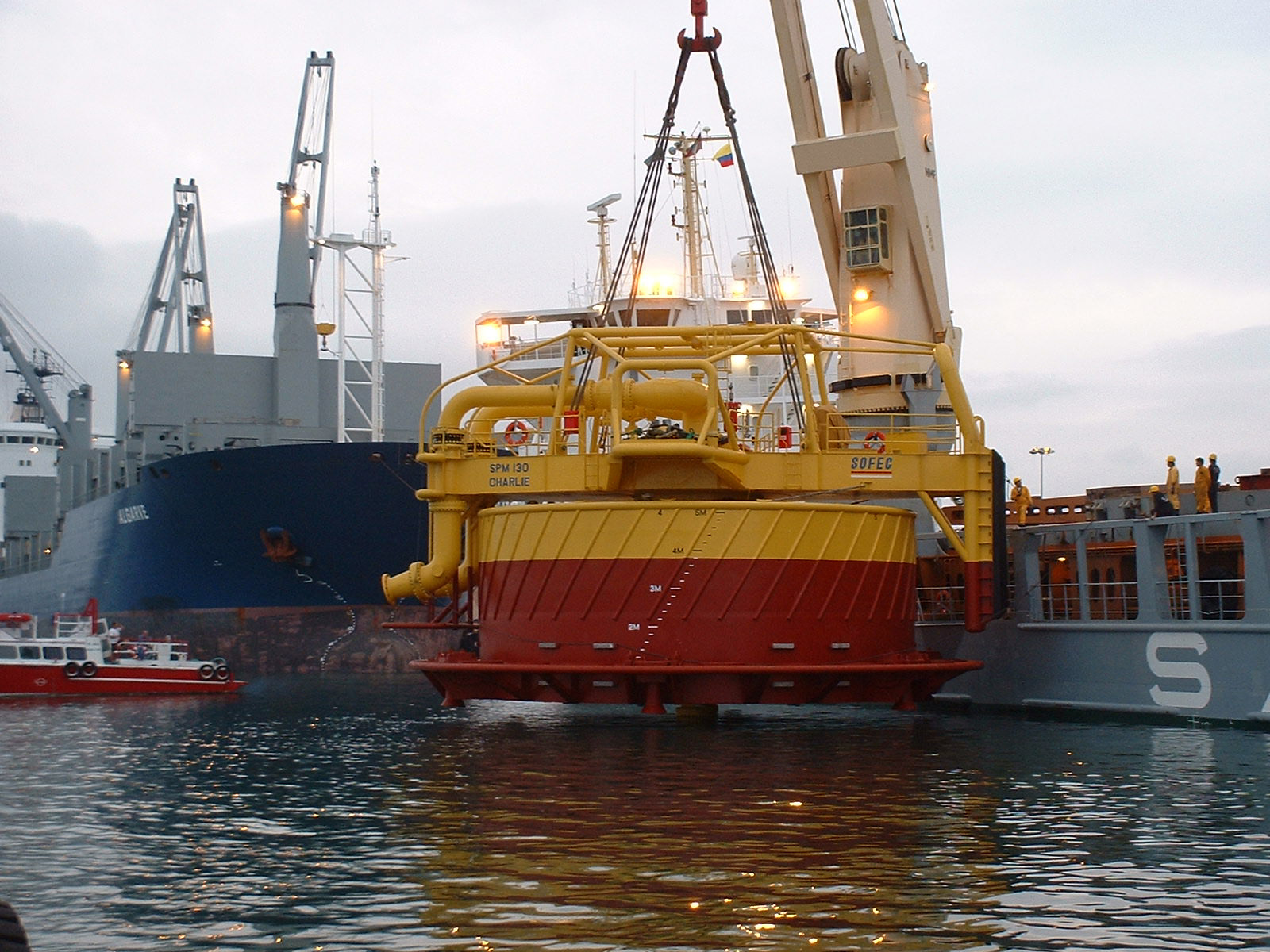
Коммерческий порт

Городской порт важен для северной части Эквадора. В основном идёт на экспорт древесина, затем — бананы и другие сельскохозяйственные продукты. Развита туристическая отрасль.

### Сельское хозяйство и животноводство
Местность позволяет выращивать бананы, какао, рис, кукурузу, африканскую пальму, базилик и широкий набор тропических фруктов. Вокруг города произрастает много видов деревьев. Среди основных лесных пород: чанул, бальса, лавр, санд, гуаякан и тангаре. Скотоводство и рыболовство (добываются окунь, тунец и др.) имеют важное значение в экономике города.

### Промышленность
Основными отраслями производства являются деревообрабатывающая, химическая и нефтеперерабатывающая промышленности. В городе находится крупнейший НПЗ страны, принадлежащий компании Petroecuador, в 1987 году он перерабатывал 90 тыс. баррелей нефти в день, а с 1995 года — 110 тысяч.

## Образование
В городе хорошая инфраструктура для образования, как государственного, так и частного. Государственное образование в городе, как и в остальной части страны, является бесплатным вплоть до университета (третьего уровня) в соответствии с положениями статьи 348 и ратифицированными статьями 356 и 357 Национальной конституции. Занятия начинаются в первых числах апреля и после 200 дней занятий заканчиваются в феврале.
В образовательной инфраструктуре ежегодно возникают проблемы из-за начала занятий сразу после зимы, поскольку дожди обычно разрушают различные части учебных заведений, отчасти из-за низкого качества строительных материалов.
В городе расположено несколько университетов, в том числе Технический университет Луис Варгас Торрес, Папский католический университет Эквадора, Технический университет Лохи, Технологический Индоамериканский университет, Университет Гуаякиля, Гуаякильский Католический университет Сантьяго.

## Известные уроженцы
- Луис Варгас Торрес (1855—1887) — эквадорский революционер и национальный герой Эквадора.
- Джастин Куэро (род.2004) — футболист.